# Inuktun
Inuktun (Kitaamiusut Avanersuarmiusut) ist der im Distrikt Qaanaaq gesprochene der drei Hauptdialekte des Grönländischen. Er wird von den rund 750 Inughuit gesprochen, die in Nordgrönland leben.

## Geschichte
Die Inughuit besiedelten Nordgrönland Ende des 17. Jahrhunderts von Kanada aus. Anschließend wanderten immer wieder Personen von dort hinzu. Aus diesem Grund ähnelt Inuktun in vielen Bereichen eher dem in Kanada gesprochenen Inuktitut als den beiden anderen grönländischen Hauptdialekten Kitaamiusut und Tunumiisut. Nach der Kolonisierung Nordgrönlands Anfang des 20. Jahrhunderts wuchs der Sprachkontakt mit dem Upernavik-Dialekt und der westgrönländischen Standardsprache, was zu deutlichen Sprachwandelprozessen geführt hat, die sich vor allem in den jüngeren Generationen bemerkbar machen. Daneben ist aber seit der zweiten Hälfte des 20. Jahrhunderts auch der Kontakt zu den Inuit in Kanada angestiegen.

## Phonologie
Inuktun unterscheidet sich vor allem phonologisch stark vom Westgrönländischen. Das Phonemsystem der Sprache ist deswegen im Folgenden für sich beschrieben. Es ist zu beachten, dass große generationsbedingte Unterschiede bestehen, die zu starken Abweichungen zwischen dem Phonemsystem der ältesten und jüngsten Sprecher führen.

### Vokale
Inuktun hat wie das Westgrönländische die drei Vokalphoneme /⁠a⁠/, /⁠i⁠/ und /⁠u⁠/, die vor Uvularen in ihren nicht-freien allophonischen Varianten [⁠ɑ⁠], [⁠ɜ⁠] und [⁠ɔ⁠] auftreten. Im Gegensatz zum Westgrönländischen, wo die Diphthonge /⁠ai⁠/ und /⁠au⁠/ zu /⁠aː⁠/ monophthongiert werden, geschieht dies im Inuktun tendenziell nicht. Das /⁠ai⁠/ wird jedoch meist als monophthongisches [⁠eː⁠] oder uvularisiert als [⁠ɜː⁠] wie /⁠iː⁠/ realisiert. Jüngere Sprecher monophthongisieren durch westgrönländischen Einfluss dennoch häufig zu /⁠aː⁠/. Es können im Gegensatz zum Westgrönländischen nie drei Vokale nebeneinander stehen. Diese sind immer durch ein /⁠ŋ⁠/ getrennt. Inuktun zeichnet sich zudem durch weitere vokalische Weiterentwicklungen aus, die sich meist mit Vokalharmonie begründen lassen. Die Vokalkombinationen /⁠ua⁠/ und /⁠ui⁠/ werden in Silben nach /⁠a⁠/ zu /⁠aː⁠/ und /⁠iː⁠/ zusammengezogen. In den Derivationsmorphemen HUAQ „groß“ und NNGUAQ „klein“ wird das /⁠u⁠/ in Silben nach /⁠a⁠/ und /⁠i⁠/ in jeweils ebendiese umgewandelt. In seltenen Fällen können /⁠ui⁠/, /⁠ua⁠/ und /⁠iu⁠/ auch zu /⁠iː⁠/, /⁠uː⁠/ bzw. /⁠iː⁠/ werden.

### Konsonanten
|                                    | Labiale | Labiale | Alveolare/ Palatale | Alveolare/ Palatale | Velare | Velare | Uvulare | Uvulare | Glottale | Glottale |
|                                    | sth.    | stl.    | sth.                | stl.                | sth.   | stl.   | sth.    | stl.    | sth.     | stl.     |
| ---------------------------------- | ------- | ------- | ------------------- | ------------------- | ------ | ------ | ------- | ------- | -------- | -------- |
| Plosive                            |         | [⁠p(ː)⁠]  |                     | [⁠t(ː)⁠]              |        | [⁠k(ː)⁠] |         | [⁠q(ː)⁠]  |          | [⁠ʔ⁠]      |
| Frikative/Approximanten/Affrikaten | [⁠v⁠]     |         | [⁠j⁠]                 | [⁠sː⁠], [⁠t͡ːs⁠]         | [⁠ɣ⁠]    | [⁠ç(ː)⁠] | [⁠ʁ⁠]     | [⁠χː⁠]    | [⁠h⁠]      |          |
| Nasale                             | [⁠m(ː)⁠]  |         | [⁠n(ː)⁠]              |                     | [⁠ŋ(ː)⁠] |        | [⁠ɴ(ː)⁠]  |         |          |          |
| Flap                               |         |         | [⁠ɾ⁠]                 |                     |        |        |         |         |          |          |

Wie das Westgrönländische verfügt Inuktun nur über stimmlose Plosive, allerdings erweitert um den Glottisschlag [⁠ʔ⁠], der in Geminaten genutzt wird. Während die stimmlosen Frikative im Westgrönländischen mit Ausnahme des [⁠s⁠] nur als geminierte Formen der stimmhaften Frikative auftreten, wird hier im Inuktun die Kombination aus Glottisschlag und stimmhaftem Frikativ genutzt. Das [⁠çː⁠] und [⁠χː⁠] treten jedoch dennoch auf, entsprechen aber dem westgrönländischen [⁠sː⁠]. Das [⁠s⁠] hat sich zum glottalen [⁠h⁠] entwickelt, mit Ausnahme der Geminate, die als [⁠sː⁠] erhalten geblieben ist. Das /⁠h⁠/ hat zwei nicht-freie Allophone, nämlich [⁠h⁠] und [⁠ç⁠], wobei ein Lautwandel /çɔː/ > /hiɔ/ bei jüngeren Sprechern zu beobachten ist. Wie das Westgrönländische hat auch Inuktun eine Affrikate [⁠t͡s⁠]. Das [⁠l⁠] hat sich wie in vielen anderen grönländischen Dialekten zum [⁠ɾ⁠] weiterentwickelt. Auch hier fehlt die stimmlose Form des Westgrönländischen. Das Nasalinventar entspricht dem Westgrönländischen und auch hier ist das [⁠ɴ⁠] eher peripher. In phonematischer Hinsicht entsprechen [⁠s⁠], [⁠ç⁠] und [⁠h⁠] also dem Phonem /⁠h⁠/, während der Glottisschlag ebenfalls nur nichtphonematische Konsonantencluster bilden kann. Alle Plosive werden wortfinal meist als Nasale ausgesprochen. Inuktun zeichnet sich dadurch aus, das Konsonantencluster meist nicht assimiliert werden wie im Westgrönländischen. Bei jüngeren Sprechern lässt sich jedoch ein Sprachwandelprozess beobachten, bei dem die Assimilation durch den westgrönländischen Einfluss jedoch trotzdem auftritt.

### Aussprache
Inuktun hat keine offizielle Orthografie. Die von Michael Fortescue genutzte Rechtschreibung basiert auf seiner eigenen phonematisch basierten Orthografie, die er in seinen sprachwissenschaftlichen Publikationen auch für das Westgrönländische anwendet, das ansonsten eine offizielle Rechtschreibung hat. Dem gegenüber steht die vom Oqaasileriffik für Ortsnamen genutzte Rechtschreibung, die sich an westgrönländische Orthografietraditionen anlehnt. Letztere gibt die Vokale genauer wieder, kann aber nicht zwischen beispielsweise [⁠χː⁠] und [⁠ʔʁ⁠] unterscheiden, da beide ⟨rr⟩ geschrieben werden. Im Folgenden wird deswegen eine gemischte Form beider Systeme genutzt. Nach dieser Orthografie heißt die Sprache eigentlich Inugtut.
| Buchstabe | Position                                                                                    | Aussprache  | Beispiel                                |
| --------- | ------------------------------------------------------------------------------------------- | ----------- | --------------------------------------- |
| A a       | a                                                                                           | [a]         | kina „wer“ [kina]                       |
| A a       | aa                                                                                          | [aː]        | ataata „Vater“ [ataːta]                 |
| A a       | a vor r und q                                                                               | [ɑ]         | harvaq „Strom“ [hɑχvɑ(q)]               |
| A a       | aa vor r und q                                                                              | [ɑː]        | taartoq „es ist dunkel“ [tɑːχtɔ(q)]     |
| A a       | ae                                                                                          | [ɜː]        | horaerhoq „er hört auf“ [hɔʁɜːχːɔ(q)]   |
| A a       | ai                                                                                          | [eː]        | taima „so“ [teːma]                      |
| A a       | ao                                                                                          | [aɔ̯]        | paoq „Ruß“ [paɔ̯(q)]                     |
| A a       | au                                                                                          | [au̯]        | auk „Blut“ [au̯(k)]                      |
| E e       | e                                                                                           | [ɜ]         | erneq „Sohn“ [ɜχnɜ(q)]                  |
| E e       | ee                                                                                          | [ɜː]        | heeqqoq „Knie“ [hɜːqːɔ(q)]              |
| G g       | g                                                                                           | [ɣ] ~ [x]   | iigaq „Wand“ [iːɣɑ(q)]                  |
| G g       | gg                                                                                          | [ʔɣ]        | iggavik „Küche“ [iʔɣavi(k)]             |
| G g       | vor Konsonant                                                                               | [x] ~ [k]   | augtoq „es schmilzt“ [au̯xtɔ(q)]         |
| H h       | h                                                                                           | [h]         | ihi „Auge“ [ihi]                        |
| H h       | nach a außer vor i zwischen u und u außer im Morphem TUQ in hooq und hoor (ältere Sprecher) | [ç]         | uhuk „Penis“ [uçu(k)]                   |
| H h       | gh                                                                                          | [çː]        | inughuit „Inughuit“ [inuçːui(t)]        |
| H h       | rh                                                                                          | [χː]        | niviarhiaraq „Mädchen“ [niviɑχːiɑʁɑ(q)] |
| I i       | i                                                                                           | [i]         | nipi „Stimme, Geräusch“ [nipi]          |
| I i       | ii                                                                                          | [iː]        | kiinaq „Gesicht“ [kiːnɑ(q)]             |
| J j       | j                                                                                           | [j]         | ajoqi „Katechet“ [ajɔqi]                |
| K k       | k                                                                                           | [k]         | kakiorneq „Tätowierung“ [kakiɔχnɜ(q)]   |
| K k       | kk                                                                                          | [kː]        | hukkut „Zucker“ [hukːu(t)]              |
| K k       | im Auslaut                                                                                  | [(k)] ~ [ŋ] | panik „Tochter“ [pani(k)]               |
| L l       | l                                                                                           | [ɾ]         | hila „Wetter“ [hiɾa]                    |
| L l       | ll                                                                                          | [ʔɾ]        | illit „du“ [iʔɾi(t)]                    |
| M m       | m                                                                                           | [m]         | imaq „Meer“ [imɑ(q)]                    |
| M m       | mm                                                                                          | [mː]        | qimmeq „Hund“ [qimːɜq]                  |
| N n       | n                                                                                           | [n]         | nanigaa „er findet es“ [naniɣaː]        |
| N n       | nn                                                                                          | [nː]        | annoraaq „Anorak“ [anːɔʁɑː(q)]          |
| Ng ng     | ng                                                                                          | [ŋ]         | angut „Mann“ [aŋu(t)]                   |
| Ng ng     | nng                                                                                         | [ŋː]        | avinngaq „Lemming“ [aviŋːɑ(q)]          |
| Ng ng     | rng                                                                                         | [ɴː]        | erngutaq „Enkel“ [ɜɴːutɑ(q)]            |
| O o       | o                                                                                           | [ɔ]         | anori „Wind“ [anɔʁi]                    |
| O o       | oo                                                                                          | [ɔː]        | pooq „Sack“ [pɔː(q)]                    |
| P p       | p                                                                                           | [p]         | pupik „Pilz“ [pupi(k)]                  |
| P p       | pp                                                                                          | [pː]        | nappaut „Krankheit“ [napːau̯(t)]         |
| P p       | im Auslaut                                                                                  | [(p)] ~ [m] | nunap „des Landes“ [nuna(p)]            |
| Q q       | q                                                                                           | [q]         | neqi „Fleisch“ [nɜqi]                   |
| Q q       | qq                                                                                          | [qː]        | aeqqat „Handschuh“ [ɜːqːa(t)]           |
| Q q       | im Auslaut                                                                                  | [(q)] ~ [ɴ] | ameq „Haut“ [amɜ(q)]                    |
| R r       | r                                                                                           | [ʁ]         | nerihoq „sie isst“ [nɜʁihɔq]            |
| R r       | rr                                                                                          | [ʔʁ]        | erruivik „Waschbecken“ [ɜʔʁuivi(k)]     |
| R r       | vor Konsonant                                                                               | [χ] ~ [q]   | arnaq „Frau“ [ɑχnɑ(q)]                  |
| S s       | ss                                                                                          | [sː]        | asseq „Bild“ [asːɜ(q)]                  |
| T t       | vor a, o und u                                                                              | [t]         | nutaaq „neu“ [nutɑː(q)]                 |
| T t       | vor e und i                                                                                 | [tˢ]        | ateq „Name“ [atˢɜ(q)]                   |
| T t       | tt                                                                                          | [tː]        | ittoq „Familienältester“ [itːɔ(q)]      |
| T t       | ts                                                                                          | [t͡ːs]       | qitsuk „Katze“ [qit͡ːsu(k)]              |
| T t       | im Auslaut                                                                                  | [(t)] ~ [n] | hiut „Ohr“ [hiu(t)]                     |
| U u       | u                                                                                           | [u]         | putu „Loch“ [putu]                      |
| U u       | uu                                                                                          | [uː]        | nuuk „Kap“ [nuː(k)]                     |
| V v       | v                                                                                           | [v] ~ [w]   | ivik „Grashalm“ [ivi(k)]                |

### Prosodie
Die Prosodie des Inuktun unterscheidet sich von der des Westgrönländischen dadurch, dass die Wortmelodie wie in kanadischen Inuitsprachen in der letzten Silbe leicht ansteigt und dann fällt statt wie im Rest Grönlands abfällt und dann steigt. Diese Wortmelodie ist im Westgrönländischen Fragesätzen vorbehalten, die im Inuktun hingegen durch einen starken Anstieg und leichten Abfall gekennzeichnet werden. Eine steigende Intonation markiert hingegen, dass die Aussage noch nicht abgeschlossen ist.

## Grammatik
Grammatisch gesehen hat Inuktun nur wenige Abweichungen vom Westgrönländischen. Die folgende Übersicht konzentriert sich deswegen vor allem auf die Unterschiede zwischen beiden Dialekten.

### Substantive
Die Stammklassen im Inuktun entsprechen jenen des Westgrönländischen. In der Flexion hat sich jedoch der Dual deutlich länger gehalten und verschwindet erst in den jüngeren Generationen aus der Sprache. In ihm wird der Stamm immer geminiert, auch bei den starken Stämmen. Die Flexionsendungen gleichen ebenfalls den westgrönländischen Endungen. Als Beispielwort für das Paradigma ist der starke k-Stamm panik „Tochter“ angegeben:
| Kasus                   | Singular | Dual  | Plural |  | Singular                     | Dual                              | Plural                         |
| ----------------------- | -------- | ----- | ------ |  | ---------------------------- | --------------------------------- | ------------------------------ |
| Absolutiv               | -Ø       | -́k    | -(i)t  |  | panik „Tochter“              | panni-k „beide Töchter“           | pani-it „Töchter“              |
| Relativ                 | -(u)p    | -́k    | -(i)t  |  | pani-up „der Tochter“        | panni-k „beider Töchter“          | pani-it „der Töchter“          |
| Instrumentalis („mit“)  | -mik     | -́nik  | -nik   |  | paning-mik „mit der Tochter“ | panning-nik „mit beiden Töchtern“ | paning-nik „mit den Töchtern“  |
| Allativ („hin zu“)      | -mut     | -́nut  | -nik   |  | paning-mut „zur Tochter“     | panning-nut „zu beiden Töchtern“  | paning-nut „zu den Töchtern“   |
| Lokativ („in, an, auf“) | -mi      | -́ni   | -ni    |  | paning-mi „bei der Tochter“  | panning-ni „bei beiden Töchtern“  | paning-ni „bei den Töchtern“   |
| Ablativ („von her“)     | -mit     | -́nit  | -nit   |  | paning-mit „von der Tochter“ | panning-nit „von beiden Töchtern“ | paning-nit „von den Töchtern“  |
| Vialis („durch, über“)  | -kkut    | -́kkut | -tigut |  | pani-kkut „über die Tochter“ | panni-kkut „über beide Töchter“   | panig-tigut „über die Töchter“ |
| Äqualis („wie, als“)    | -tut     | -́tut  | -tut   |  | panig-tut „wie die Tochter“  | pannig-tut „wie beide Töchter“    | panig-tut „wie die Töchter“    |

Wie im Westgrönländischen können auch im Inuktun alle Substantive possessiv flektiert werden. Im Folgenden ist nur das Paradigma für den Absolutiv angegeben.
| Possessor    | Absolutiv                               | Absolutiv                                      | Absolutiv                               |
| Possessor    | Sg.                                     | Du.                                            | Pl.                                     |
| ------------ | --------------------------------------- | ---------------------------------------------- | --------------------------------------- |
| 1. Sg. Poss. | pani-ga „meine Tochter“                 | pani-kka „meine beiden Töchter“                | pani-kka „meine Töchter“                |
| 1. Du. Poss. | panig-puk „unserer beider Tochter“      | pani-vuk „unserer beider beide Töchter“        | pani-vuk „unserer beider Töchter“       |
| 1. Pl. Poss. | panig-put „unsere Tochter“              | pani-vut „unsere beiden Töchten“               | pani-vut „unsere Töchter“               |
| 2. Sg. Poss. | pani-it „deine Tochter“                 | pani-kkit „deine beiden Töchter“               | pani-tit „deine Töchter“                |
| 2. Du. Poss. | panig-tik „eurer beider Tochter“        | pani-tik „eurer beider beiden Töchter“         | pani-tik „eurer beider Töchter“         |
| 2. Pl. Poss. | panig-hi „eure Tochter“                 | pani-hi „eure beiden Töchter“                  | pani-hi „eure Töchter“                  |
| 3. Sg. Poss. | pani-a „seine Tochter“                  | pani-i(k) „seine beiden Töchter“               | panii „seine Töchter“                   |
| 3. Du. Poss. | pani-ak „ihrer beider Tochter“          | pani-ik „ihrer beider beide Töchter“           | pani-it „ihrer beider Töchter“          |
| 3. Pl. Poss. | pani-at „ihre Tochter“                  | pani-ik „ihre beiden Töchter“                  | pani-it „ihre Töchter“                  |
| 4. Sg. Poss. | pani-ni „seine eigene Tochter“          | pani-ngni „seine eigenen beiden Töchter“       | pani-ni „seine eigenen Töchter“         |
| 4. Du. Poss. | panig-tik „ihrer beider eigene Tochter“ | pani-tik „ihrer beider eigenen beiden Töchter“ | pani-tik „ihrer beider eigenen Töchter“ |
| 4. Pl. Poss. | panig-tik „ihre eigene Tochter“         | pani-tik „ihre eigenen beiden Töchter“         | pani-tik „ihre eigenen Töchter“         |

Das Pronominalsystem im Inuktun weist keinerlei Besonderheiten im Vergleich zum Westgrönländischen auf.

### Verben
Im Verbalsystem hat Inuktun einige Abweichungen zum Westgrönländischen. Der Indikativ ist zugunsten des Partizipialis geschwunden. Dazu wird das Derivationsmorphem QE, das im Westgrönländischen „sehr“ bedeutet, im Inuktun zur semantischen Aufteilung verwandter Modusbedeutungen genutzt.

#### Konjugation
Als Beispielwort dient hier der ambivalente Stamm neri- „essen“.

##### Indikativ/Partizipialis
Der (morphologische) Partizipialis dient als Indikativ. QE dient hier zur Markierung einer abgeschlossenen Handlung.
|           |           | Intransitiv | Objekt         | Objekt        | Objekt        | Objekt        | Objekt      | Objekt     | Objekt      | Objekt      | Objekt     | Objekt        | Objekt      | Objekt      |
| 1. Sg. O. | 1. Du. O. | Intransitiv | 1 Pl. O.       | 2. Sg. O.     | 2. Du. O.     | 2. Pl. O.     | 3. Sg. O.   | 3. Du. O.  | 3. Pl. O.   | 4. Sg. O.   | 4. Du. O.  | 4. Pl. O.     |             |             |
| --------- | --------- | ----------- | -------------- | ------------- | ------------- | ------------- | ----------- | ---------- | ----------- | ----------- | ---------- | ------------- | ----------- | ----------- |
| Subjekt   | 1. Sg.    | neri-hunga  | —              | —             | —             | neri-gikkit   | neri-gigtik | neri-gissi | neri-giga   | neri-gikka  | neri-gikka | neri-ginni    | neri-gitsik | neri-gitsik |
| Subjekt   | 1. Du.    | neri-huguk  | —              | —             | —             | neri-gitsigit | neri-gigtik | neri-gissi | neri-gigpuk | neri-givuk  | neri-givuk | neri-gitsinni | neri-gitsik | neri-gitsik |
| Subjekt   | 1. Pl.    | neri-hugut  | —              | —             | —             | neri-gitsigit | neri-gitsik | neri-gissi | neri-gigput | neri-givut  | neri-givut | neri-gitsinni | neri-gitsik | neri-gitsik |
| Subjekt   | 2. Sg.    | neri-hutit  | neri-gingma    | neri-gitsiguk | neri-gitsigut | —             | —           | —          | neri-git    | neri-gikkit | neri-gitit | neri-gingni   | neri-gitsik | neri-gitsik |
| Subjekt   | 2. Du.    | neri-hutik  | neri-gigtinnga | neri-gitsiguk | neri-gitsigut | —             | —           | —          | neri-gigtik | neri-gitik  | neri-gitik | neri-gitsinni | neri-gitsik | neri-gitsik |
| Subjekt   | 2. Pl.    | neri-huhi   | neri-gissinga  | neri-gissiguk | neri-gissigut | —             | —           | —          | neri-gighi  | neri-gihi   | neri-gihi  | neri-gissinni | neri-gitsik | neri-gitsik |
| Subjekt   | 3. Sg.    | neri-hoq    | neri-gaanga    | neri-gaatiguk | neri-gaatigut | neri-gaatit   | neri-gaatik | neri-gaahi | neri-gaa    | neri-gai    | neri-gai   | neri-gaani    | neri-gaatik | neri-gaatik |
| Subjekt   | 3. Du.    | neri-huk    | neri-gaannga   | neri-gaatiguk | neri-gaatigut | neri-gaatit   | neri-gaatik | neri-gaahi | neri-gaak   | neri-gaik   | neri-gaik  | neri-gaangni  | neri-gaatik | neri-gaatik |
| Subjekt   | 3. Pl.    | neri-hut    | neri-gaannga   | neri-gaatiguk | neri-gaatigut | neri-gaatit   | neri-gaatik | neri-gaahi | neri-gaat   | neri-gait   | neri-gait  | neri-gaanni   | neri-gaatik | neri-gaatik |
| Subjekt   | 4. Sg.    | —           | —              | —             | —             | —             | —           | —          | neri-gini   | neri-gingni | neri-gini  | —             | —           | —           |
| Subjekt   | 4. Du.    | —           | —              | —             | —             | —             | —           | —          | neri-gitsik | neri-gitik  | neri-gitik | —             | —           | —           |
| Subjekt   | 4. Pl.    | —           | —              | —             | —             | —             | —           | —          | neri-gitsik | neri-gitik  | neri-gitik | —             | —           | —           |

##### Interrogativ
Der Interrogativ muss immer mit den Derivationsmorphemen QE (Perfekt) oder LIR-QE (Präsens) genutzt werden. Bei den fehlenden Formen im Paradigma wird der Indikativ benutzt.
|           |           | Intransitiv  | Objekt    | Objekt    | Objekt    | Objekt    | Objekt    | Objekt    | Objekt          | Objekt       | Objekt       | Objekt    | Objekt | Objekt |
| 1. Sg. O. | 1. Du. O. | Intransitiv  | 1. Pl. O. | 2. Sg. O. | 2. Du. O. | 2. Pl. O. | 3. Sg. O. | 3. Du. O. | 3. Pl. O.       | 4. Sg. O.    | 4. Du. O.    | 4. Pl. O. |        |        |
| --------- | --------- | ------------ | --------- | --------- | --------- | --------- | --------- | --------- | --------------- | ------------ | ------------ | --------- | ------ | ------ |
| Subjekt   | 1. Sg.    | nere-qa-ik   | —         | —         | —         | —         | —         | —         | —               | —            | —            | —         | —      | —      |
| Subjekt   | 1. Du.    | nere-qa-inuk | —         | —         | —         | —         | —         | —         | —               | —            | —            | —         | —      | —      |
| Subjekt   | 1. Pl.    | nere-qa-iha  | —         | —         | —         | —         | —         | —         | —               | —            | —            | —         | —      | —      |
| Subjekt   | 2. Sg.    | nere-qa-it   | —         | —         | —         | —         | —         | —         | nere-qa-ijuk    | nere-qa-igik | nere-qa-igit | —         | —      | —      |
| Subjekt   | 2. Du.    | —            | —         | —         | —         | —         | —         | —         | nere-qa-itsikku | —            | —            | —         | —      | —      |
| Subjekt   | 2. Pl.    | —            | —         | —         | —         | —         | —         | —         | nere-qa-ihiuk   | —            | —            | —         | —      | —      |
| Subjekt   | 3. Sg.    | nere-qa-a    | —         | —         | —         | —         | —         | —         | nere-qa-uk      | —            | —            | —         | —      | —      |
| Subjekt   | 3. Du.    | nere-qa-ak   | —         | —         | —         | —         | —         | —         | —               | —            | —            | —         | —      | —      |
| Subjekt   | 3. Pl.    | nere-qa-at   | —         | —         | —         | —         | —         | —         | —               | —            | —            | —         | —      | —      |
| Subjekt   | 4. Sg.    | —            | —         | —         | —         | —         | —         | —         | —               | —            | —            | —         | —      | —      |
| Subjekt   | 4. Du.    | —            | —         | —         | —         | —         | —         | —         | —               | —            | —            | —         | —      | —      |
| Subjekt   | 4. Pl.    | —            | —         | —         | —         | —         | —         | —         | —               | —            | —            | —         | —      | —      |

##### Imperativ/Optativ
Der Imperativ kann nur in der 2. Person flektiert werden, der Optativ hingegen nur in der 1. und 3. Person, weswegen beide Modi hier in einem gemeinsamen Paradigma dargestellt sind.
|           |           | Intransitiv | Objekt      | Objekt       | Objekt       | Objekt        | Objekt      | Objekt     | Objekt      | Objekt       | Objekt       | Objekt    | Objekt | Objekt |
| 1. Sg. O. | 1. Du. O. | Intransitiv | 1. Pl. O.   | 2. Sg. O.    | 2. Du. O.    | 2. Pl. O.     | 3. Sg. O.   | 3. Du. O.  | 3. Pl. O.   | 4. Sg. O.    | 4. Du. O.    | 4. Pl. O. |        |        |
| --------- | --------- | ----------- | ----------- | ------------ | ------------ | ------------- | ----------- | ---------- | ----------- | ------------ | ------------ | --------- | ------ | ------ |
| Subjekt   | 1. Sg.    | neri-langa  | —           | —            | —            | neri-lakkit   | neri-lagtik | neri-lassi | neri-lagu   | neri-lakka   | neri-lakka   | —         | —      | —      |
| Subjekt   | 1. Du.    | neri-laguk  | —           | —            | —            | neri-latsigit | neri-lagtik | neri-lassi | neri-lagpuk | neri-lavuk   | neri-lavuk   | —         | —      | —      |
| Subjekt   | 1. Pl.    | neri-lagut  | —           | —            | —            | neri-latsigit | neri-latsik | neri-lassi | neri-lagput | neri-lavut   | neri-lavut   | —         | —      | —      |
| Subjekt   | 2. Sg.    | neri-git    | neri-nnga   | neri-tiguk   | neri-tigut   | —             | —           | —          | neri-guk    | neri-kkik    | neri-kkit    | —         | —      | —      |
| Subjekt   | 2. Du.    | neri-gitsik | neri-tinnga | neri-tiguk   | neri-tigut   | —             | —           | —          | neri-kku    | neri-tikkik  | neri-kkit    | —         | —      | —      |
| Subjekt   | 2. Pl.    | neri-gitsi  | neri-hinga  | neri-tiguk   | neri-tigut   | —             | —           | —          | neri-hiuk   | neri-higik   | neri-higit   | —         | —      | —      |
| Subjekt   | 3. Sg.    | neri-li     | neri-linga  | neri-lihiguk | neri-lihigut | neri-lihit    | neri-lihik  | neri-lihi  | neri-liuk   | neri-ligik   | neri-ligit   | —         | —      | —      |
| Subjekt   | 3. Du.    | neri-lik    | neri-linnga | neri-lihiguk | nerilihigut  | neri-lihit    | neri-lihik  | neri-lihi  | neri-likku  | neri-likkik  | neri-lihigit | —         | —      | —      |
| Subjekt   | 3. Pl.    | neri-lit    | neri-linnga | neri-lihiguk | neri-lihigut | neri-lihit    | neri-lihik  | neri-lihi  | neri-lissuk | neri-lihigik | neri-lihigit | —         | —      | —      |
| Subjekt   | 4. Sg.    | —           | —           | —            | —            | —             | —           | —          | —           | —            | —            | —         | —      | —      |
| Subjekt   | 4. Du.    | —           | —           | —            | —            | —             | —           | —          | —           | —            | —            | —         | —      | —      |
| Subjekt   | 4. Pl.    | —           | —           | —            | —            | —             | —           | —          | —           | —            | —            | —         | —      | —      |

##### Kausativ
Während im Westgrönländischen der Kausativ die Bedeutungen „als“ und „weil“ gemeinsam abdeckt, bedarf es für letzteres im Inuktun des Morphems QE.
|           |           | Intransitiv | Objekt         | Objekt         | Objekt         | Objekt         | Objekt       | Objekt      | Objekt        | Objekt         | Objekt         | Objekt         | Objekt        | Objekt        |
| 1. Sg. O. | 1. Du. O. | Intransitiv | 1. Pl. O.      | 2. Sg. O.      | 2. Du. O.      | 2. Pl. O.      | 3. Sg. O.    | 3. Du. O.   | 3. Pl. O.     | 4. Sg. O.      | 4. Du. O.      | 4. Pl. O.      |               |               |
| --------- | --------- | ----------- | -------------- | -------------- | -------------- | -------------- | ------------ | ----------- | ------------- | -------------- | -------------- | -------------- | ------------- | ------------- |
| Subjekt   | 1. Sg.    | neri-gama   | —              | —              | —              | neri-gakkit    | neri-gatsik  | neri-gassi  | neri-gakku    | neri-gakkik    | neri-gakkit    | neri-ganni     | neri-gatsik   | neri-gatsik   |
| Subjekt   | 1. Du.    | neri-gannuk | —              | —              | —              | neri-gatsikkit | neri-gatsik  | neri-gassi  | neri-gatsikku | neri-gatsikkik | neri-gatsigit  | neri-gatsingni | neri-gatsigik | neri-gatsigik |
| Subjekt   | 1. Pl.    | neri-gatta  | —              | —              | —              | neri-gatsigit  | neri-gatsik  | neri-gassi  | neri-gatsigu  | neri-gatsikkik | neri-gatsigit  | neri-gatsinni  | neri-gatsigik | neri-gatsigik |
| Subjekt   | 2. Sg.    | neri-gavit  | neri-gangma    | neri-gatsiguk  | neri-gatsigut  | —              | —            | —           | neri-gakku    | neri-gakkik    | neri-gakkit    | neri-ganni     | neri-gatsik   | neri-gatsik   |
| Subjekt   | 2. Du.    | neri-gatsik | neri-gatsinnga | neri-gatsiguk  | neri-gatsigut  | —              | —            | —           | neri-gatsikku | neri-gatsikkik | neri-gatsigit  | neri-gatsingni | neri-gatsigik | neri-gatsigik |
| Subjekt   | 2. Pl.    | neri-gassi  | neri-gassinga  | neri-gatsiguk  | neri-gassigut  | —              | —            | —           | neri-gassiuk  | neri-gassigik  | neri-gassigit  | neri-gassinni  | neri-gatsigik | neri-gatsigik |
| Subjekt   | 3. Sg.    | neri-mmat   | neri-mmanga    | neri-mmatiguk  | neri-mmatigut  | neri-mmatit    | neri-mmatik  | neri-mmahi  | neri-mmagu    | neri-mmagik    | neri-mmagit    | neri-mmani     | neri-mmatik   | neri-mmatik   |
| Subjekt   | 3. Du.    | neri-mmanik | neri-mmannga   | neri-mmatiguk  | neri-mmatigut  | neri-mmatit    | neri-mmatik  | neri-mmahi  | neri-mmakku   | neri-mmakkik   | neri-mmatigit  | neri-mmangni   | neri-mmatik   | neri-mmatik   |
| Subjekt   | 3. Pl.    | neri-mmata  | neri-mmannga   | neri-mmatiguk  | neri-mmatigut  | neri-mmatit    | neri-mmatik  | neri-mmahi  | neri-mmassuk  | neri-mmatigik  | neri-mmatigit  | neri-mmanni    | neri-mmatik   | neri-mmatik   |
| Subjekt   | 4. Sg.    | neri-gami   | neri-gaminga   | neri-gamihiguk | neri-gamihigut | neri-gamihit   | neri-gamihik | neri-gamihi | neri-gamiuk   | neri-gamigik   | neri-gamigit   | —              | —             | —             |
| Subjekt   | 4. Du.    | neri-gamik  | neri-gaminnga  | neri-gamihiguk | neri-gamihigut | neri-gamihit   | neri-gamihik | neri-gamihi | neri-gamikku  | neri-gamikkik  | neri-gamikkit  | —              | —             | —             |
| Subjekt   | 4. Pl.    | neri-gamik  | neri-gaminnga  | neri-gamihiguk | neri-gamihigut | neri-gamihit   | neri-gamihik | neri-gamihi | neri-gamissuk | neri-gamihigik | neri-gamihigit | —              | —             | —             |

##### Konditionalis
Mit QE erhält der Konditionalis perfektivische Funktion und übernimmt damit auch die Aufgabe des westgrönländischen Iterativs.
|           |           | Intransitiv | Objekt         | Objekt         | Objekt         | Objekt         | Objekt       | Objekt      | Objekt        | Objekt         | Objekt         | Objekt         | Objekt        | Objekt        |
| 1. Sg. O. | 1. Du. O. | Intransitiv | 1. Pl. O.      | 2. Sg. O.      | 2. Du. O.      | 2. Pl. O.      | 3. Sg. O.    | 3. Du. O.   | 3. Pl. O.     | 4. Sg. O.      | 4. Du. O.      | 4. Pl. O.      |               |               |
| --------- | --------- | ----------- | -------------- | -------------- | -------------- | -------------- | ------------ | ----------- | ------------- | -------------- | -------------- | -------------- | ------------- | ------------- |
| Subjekt   | 1. Sg.    | neri-guma   | —              | —              | —              | neri-gukkit    | neri-gutsik  | neri-gussi  | neri-gukku    | neri-gukkik    | neri-gukkit    | neri-gunni     | neri-gutsik   | neri-gutsik   |
| Subjekt   | 1. Du.    | neri-gunnuk | —              | —              | —              | neri-gutsikkit | neri-gutsik  | neri-gussi  | neri-gutsikku | neri-gutsikkik | neri-gutsigit  | neri-gutsingni | neri-gutsigik | neri-gutsigik |
| Subjekt   | 1. Pl.    | neri-gutta  | —              | —              | —              | neri-gutsigit  | neri-gutsik  | neri-gussi  | neri-gutsigu  | neri-gutsikkik | neri-gutsigit  | neri-gutsinni  | neri-gutsigik | neri-gutsigik |
| Subjekt   | 2. Sg.    | neri-guit   | neri-gungma    | neri-gutsiguk  | neri-gutsigut  | —              | —            | —           | neri-gukku    | neri-gukkik    | neri-gukkit    | neri-gunni     | neri-gutsik   | neri-gutsik   |
| Subjekt   | 2. Du.    | neri-gutsik | neri-gutsinnga | neri-gutsiguk  | neri-gutsigut  | —              | —            | —           | neri-gutsikku | neri-gutsikkik | neri-gutsigit  | neri-gutsingni | neri-gutsigik | neri-gutsigik |
| Subjekt   | 2. Pl.    | neri-gussi  | neri-gussinga  | neri-gutsiguk  | neri-gussigut  | —              | —            | —           | neri-gussiuk  | neri-gussigik  | neri-gussigit  | neri-gussinni  | neri-gutsigik | neri-gutsigik |
| Subjekt   | 3. Sg.    | neri-ppat   | neri-ppanga    | neri-ppatiguk  | neri-ppatigut  | neri-ppatit    | neri-ppatik  | neri-ppahi  | neri-ppagu    | neri-ppagik    | neri-ppagit    | neri-ppani     | neri-ppatik   | neri-ppatik   |
| Subjekt   | 3. Du.    | neri-ppanik | neri-ppannga   | neri-ppatiguk  | neri-ppatigut  | neri-ppatit    | neri-ppatik  | neri-ppahi  | neri-ppakku   | neri-ppakkik   | neri-ppatigit  | neri-ppangni   | neri-ppatik   | neri-ppatik   |
| Subjekt   | 3. Pl.    | neri-ppata  | neri-ppannga   | neri-ppatiguk  | neri-ppatigut  | neri-ppatit    | neri-ppatik  | neri-ppahi  | neri-ppassuk  | neri-ppatigik  | neri-ppatigit  | neri-ppanni    | neri-ppatik   | neri-ppatik   |
| Subjekt   | 4. Sg.    | neri-guni   | neri-guninga   | neri-gunihiguk | neri-gunihigut | neri-gunihit   | neri-gunihik | neri-gunihi | neri-guniuk   | neri-gunigik   | neri-gunigit   | —              | —             | —             |
| Subjekt   | 4. Du.    | neri-gunik  | neri-guninnga  | neri-gunihiguk | neri-gunihigut | neri-gunihit   | neri-gunihik | neri-gunihi | neri-gunikku  | neri-gunikkik  | neri-gunikkit  | —              | —             | —             |
| Subjekt   | 4. Pl.    | neri-gunik  | neri-guninnga  | neri-gunihiguk | neri-gunihigut | neri-gunihit   | neri-gunihik | neri-gunihi | neri-gunissuk | neri-gunihigik | neri-gunihigit | —              | —             | —             |

##### Kontemporativ
Ein negativer Kontemporativ wie im Westgrönländischen existiert nicht und wird stattdessen regelmäßig durch den Gebrauch des Negationssuffixes NNGIT gebildet.
|           |           | Intransitiv | Objekt      | Objekt      | Objekt     | Objekt      | Objekt      | Objekt     | Objekt     | Objekt      | Objekt      | Objekt     | Objekt      | Objekt      |
| 1. Sg. O. | 1. Du. O. | Intransitiv | 1 Pl. O.    | 2. Sg. O.   | 2. Du. O.  | 2. Pl. O.   | 3. Sg. O.   | 3. Du. O.  | 3. Pl. O.  | 4. Sg. O.   | 4. Du. O.   | 4. Pl. O.  |             |             |
| --------- | --------- | ----------- | ----------- | ----------- | ---------- | ----------- | ----------- | ---------- | ---------- | ----------- | ----------- | ---------- | ----------- | ----------- |
| Subjekt   | 1. Sg.    | neri-llunga | neri-llunga | neri-llunuk | neri-lluta | neri-llutit | neri-llutik | neri-lluhi | neri-llugu | neri-llugik | neri-llugit | neri-lluni | neri-llutik | neri-llutik |
| Subjekt   | 1. Du.    | neri-llunuk | neri-llunga | neri-llunuk | neri-lluta | neri-llutit | neri-llutik | neri-lluhi | neri-llugu | neri-llugik | neri-llugit | neri-lluni | neri-llutik | neri-llutik |
| Subjekt   | 1. Pl.    | neri-lluta  | neri-llunga | neri-llunuk | neri-lluta | neri-llutit | neri-llutik | neri-lluhi | neri-llugu | neri-llugik | neri-llugit | neri-lluni | neri-llutik | neri-llutik |
| Subjekt   | 2. Sg.    | neri-llutit | neri-llunga | neri-llunuk | neri-lluta | neri-llutit | neri-llutik | neri-lluhi | neri-llugu | neri-llugik | neri-llugit | neri-lluni | neri-llutik | neri-llutik |
| Subjekt   | 2. Du.    | neri-llutik | neri-llunga | neri-llunuk | neri-lluta | neri-llutit | neri-llutik | neri-lluhi | neri-llugu | neri-llugik | neri-llugit | neri-lluni | neri-llutik | neri-llutik |
| Subjekt   | 2. Pl.    | neri-lluhi  | neri-llunga | neri-llunuk | neri-lluta | neri-llutit | neri-llutik | neri-lluhi | neri-llugu | neri-llugik | neri-llugit | neri-lluni | neri-llutik | neri-llutik |
| Subjekt   | 3. Sg.    | —           | neri-llunga | neri-llunuk | neri-lluta | neri-llutit | neri-llutik | neri-lluhi | neri-llugu | neri-llugik | neri-llugit | neri-lluni | neri-llutik | neri-llutik |
| Subjekt   | 3. Du.    | —           | neri-llunga | neri-llunuk | neri-lluta | neri-llutit | neri-llutik | neri-lluhi | neri-llugu | neri-llugik | neri-llugit | neri-lluni | neri-llutik | neri-llutik |
| Subjekt   | 3. Pl.    | —           | neri-llunga | neri-llunuk | neri-lluta | neri-llutit | neri-llutik | neri-lluhi | neri-llugu | neri-llugik | neri-llugit | neri-lluni | neri-llutik | neri-llutik |
| Subjekt   | 4. Sg.    | neri-lluni  | neri-llunga | neri-llunuk | neri-lluta | neri-llutit | neri-llutik | neri-lluhi | neri-llugu | neri-llugik | neri-llugit | neri-lluni | neri-llutik | neri-llutik |
| Subjekt   | 4. Du.    | neri-llutik | neri-llunga | neri-llunuk | neri-lluta | neri-llutit | neri-llutik | neri-lluhi | neri-llugu | neri-llugik | neri-llugit | neri-lluni | neri-llutik | neri-llutik |
| Subjekt   | 4. Pl.    | neri-llutik | neri-llunga | neri-llunuk | neri-lluta | neri-llutit | neri-llutik | neri-lluhi | neri-llugu | neri-llugik | neri-llugit | neri-lluni | neri-llutik | neri-llutik |